# Robin Wilson (matemático)
Robin James Wilson (nacido el 5 de diciembre de 1943) es un matemático inglés. Es profesor emérito del Departamento de Matemáticas de The Open University, habiendo sido anteriormente Jefe del Departamento de Matemática Pura y Decano de la Facultad. Fue profesor remunerado en Pembroke College, Oxford y, de 2004 a 2008, Profesor Gresham de Geometría en Gresham College, Londres.
El profesor Wilson es hijo del ex primer ministro británico Harold Wilson y su esposa, Mary Wilson.

## Formación
Robin Wilson nació en 1943, hijo del político Harold Wilson, quien más tarde se convirtió en Primer Ministro, y su esposa, la poeta Mary Wilson (de soltera Baldwin). Tiene un hermano menor, Giles.
Obtuvo una licenciatura con honores de primera clase en Matemáticas del Balliol College, Oxford, una maestría en la Universidad de Pensilvania, y un doctorado en la Universidad de Pensilvania.

## Carrera matemática
Los intereses académicos de Wilson radican en la teoría de grafos, particularmente en los problemas de coloración de grafos, p.ej. el teorema de los cuatro colores y las propiedades algebraicas de las gráficas. También ha investigado la historia de las matemáticas, particularmente las matemáticas británicas y las matemáticas del siglo XVII y el período 1860 a 1940, y la historia de la teoría de grafos y la combinatoria.
En 1974, ganó el premio Lester R. Ford de la Asociación Matemática de América por su artículo expositivo Una introducción a la teoría matroide. 
Debido a su colaboración en un artículo de 1977 con el matemático húngaro Paul Erdős, Wilson tiene un número de Erdős de 1.
Se hizo célebre cuando en julio de 2008, publicó un libro sobre el trabajo matemático de Lewis Carroll, el creador de Las aventuras de Alicia en el país de las maravillas y A través del espejo: Lewis Carroll en Numberland: His Fantastical Mathematical Logical Life (traducido al español como Lewis Carroll en el país de los números).
Fue presidente de la Sociedad Británica de Historia de las Matemáticas del 2012 al 2014.

## Obras
- Oxford's Savilian Professors of Geometry: The First 400 Years (editor), Oxford University Press, 2022: ISBN 978-0-19-886903-0
- Number Theory: A Very Short Introduction, Oxford University Press, 2020: ISBN 978-0-19-879809-5
- The Turing Guide (con Jack Copeland, Jonathan Bowen, Mark Sprevak, et al.), Oxford University Press, 2017: ISBN 978-0198747826
- Combinatorics: A Very Short Introduction, Oxford University Press, 2016: ISBN 978-0-19-872349-3
- Combinatorics: Ancient & Modern (con John Watkins), Oxford University Press, 2013: ISBN 0-19-965659-2
- The Great Mathematicians (con Raymond Flood), Arcturus Publishing Ltd, 2011: ISBN 1-84837-902-1
- Lewis Carroll in Numberland: His Fantastical Mathematical Logical Life, Allen Lane, 2008: ISBN 978-0-7139-9757-6
- Hidden Word Sudoku, Infinite Ideas Limited 2005: ISBN 1-904902-74-X
- How to Solve Sudoku, Infinite Ideas Limited 2005: ISBN 1-904902-62-6
- Sherlock Holmes in Babylon and Other Tales of Mathematical History (co-edited with Marlow Anderson and Victor J. Katz), The Mathematical Association of America, 2004: ISBN 0-88385-546-1
- Mathematics and Music: From Pythagoras to Fractals (co-editado con John Fauvel y Raymond Flood), Oxford University Press, 2003: ISBN 0-19-851187-6
- Four Colours Suffice: How the Map Problem Was Solved, Allen Lane (Penguin), 2002: ISBN 0-7139-9670-6
- Stamping through Mathematics, Springer, 2001: ISBN 0-387-98949-8
- Oxford Figures: 800 Years of the Mathematical Sciences (con John Fauvel & Raymond Flood), Oxford: Clarendon Press, 2000: ISBN 0-19-852309-2
- Graphs and Applications: An Introductory Approach (con Joan Aldous), Springer, 2000: ISBN 1-85233-259-X
- Mathematical Conversations: Selections from the Mathematical Intelligencer (con Jeremy Gray), Springer, 2000: ISBN 0-387-98686-3
- An Atlas of Graphs (con Ronald Read), Oxford: Clarendon Press, 1998: ISBN 0-19-853289-X
- Graph Theory, 1736–1936 (con Norman L. Biggs y Keith Lloyd), Oxford: Clarendon Press, 1976: ISBN 0-19-853901-0